# Helen Suzman
Helen Suzman, (nascida Helen Gavronsky; Germiston, 7 de Novembro de 1917 — Johannesburg, 1 de Janeiro de 2009) foi uma ativista anti-Apartheid e política. Estudou economia na Universidade Witwatersrand. Notória por participar de uma grande batalha parlamentar para a emancipação da maioria negra daquele país. Morreu, aos 91 anos em sua casa.
Suzman, sendo uma mulher branca, ganhou confiança da população sul-africana, ao visitar frequentemente Nelson Mandela na prisão no ano de 1964. Foi durante 13 anos a única deputada na Assembléia a condenar publicamente o Apartheid, pentencendo primeiramente ao Partido Unido e depois ao Partido Progressista.